# Mesoligia bicoloria
Mesoligia bicoloria là một loài bướm đêm trong họ Noctuidae.